# هارولد الكسندر ليلي
هارولد الكسندر ليلي هو سياسي كندي، ولد في 3 أبريل 1885، وتوفي في 1936. نشط حزبياً في حزب ساسكاتشوان المحافظ التقدمي. وقد انتخب عضو المجلس التشريعي في ساسكاتشوان.